# Gliese 625
Gliese 625 is een rode dwerg met een spectraalklasse van M1.5V. De ster bevindt zich 21,13 lichtjaar van de zon. De ster maakt deel uit van de moving group (het restant van een open sterrenhoop) Collinder 285.